# Zuzana Rehák-Štefečeková
Zuzana Rehák-Štefečeková (Nitra, 15. siječnja 1984.) je slovačka streljačica. Osvojila je srebrne medalje u disciplini trap na Ljetnim olimpijskim igrama 2008. i Ljetnim olimpijskim igrama 2012. godine.
Njezin prvi veliki uspjeh bile su brončane medalje sa Svjetskog i Europskog juniorskog prvenstva 2002. godine. Kao juniorka natjecala se i u dvostrukom trapu, najbolji rezultat bilo joj je 6. mjesto sa Svjetskog juniorskog prvenstva 2001. godine. Kao seniorka ima sve tri medalje sa Svjetskih prvenstava: broncu iz 2003., srebro iz 2011., gdje ju je pobijedila Liu Yingzi i zlato iz 2010., sa 72 pogotka u kvalifikacijama i 19 u finalu, pobijedivši Liu Yingzi i Jessicu Rossi. Na Europskom prvenstvu u streljaštvu uzela je medalju sa svakog natjecanja od 2013. godine, ukupan joj je rezultat dvije zlatne, tri srebrne i dvije brončane medalje. Na prvim Europskim igrama s Erikom Vargom osvojila je zlatnu medalju u mješovitom trapu. Također je pobijedila u sedam pojedinačnih natjecanja u Svjetskom kupu, uključujući dva finala Svjetskog kupa.
Na Ljetne olimpijske igre 2008. godine ušla je kao nositeljica kvalifikacijskih (74 pogotka) i finalnih (96) svjetskih rekorda koje je postigla 2006. na Svjetskom kupu u Qingyuanu. Pobijedila je u kvalifikacijskoj rundi, ali se u finalu plasirala na 2. mjesto, gdje je promašila dvije mete više od Finkinje Satu Mäkelä-Nummela. Njezini svjetski rekordi trajali su do Ljetnih olimpijskih igara 2012., gdje ih je prevladala Jessica Rossi iz Italije, koja je u cijelom natjecanju promašila samo jednu metu. Štefečeková je bila najuspješnija u ispucavanju za srebrnu medalju, pobijedivši Delphine Réau iz Francuske i Alessandru Perilli iz San Marina. Prva je sportska streljačica, koja je uspjela obraniti svoju medalju u konkurenciji trap za žene na Olimpijskim igrama. Unatoč tome što se kvalificirala za Ljetne olimpijske igre 2016., nije se natjecala zbog rodiljnog dopusta.
Štefečeková je predana kršćanka, studirala je misionarski i karitativni rad u Bratislavi. Godine 2016. rodila je sina Nathana u braku s mužem Martinom.